# 卡拉-卡尔帕克自治州
卡拉卡尔帕克自治州（俄语：Кара-Калпакская автономная область）是成立于1925年2月19日的苏联自治州，主体民族为卡拉卡尔帕克人，首府图尔特库尔，领土分离自突厥斯坦自治社会主义苏维埃共和国和花剌子模人民苏维埃共和国。该地最初位于吉尔吉斯自治社会主义苏维埃共和国境内，1930年至1932年属俄罗斯苏维埃联邦社会主义共和国，期间升格为卡拉卡尔帕克苏维埃社会主义自治共和国，1936年划归乌兹别克苏维埃社会主义共和国。